# DNL 2017/18
Die Saison 2017/18 war die 19. Spielzeit seit Gründung der Deutschen Nachwuchsliga, der höchsten Nachwuchsliga der Altersklasse U19 im deutschen Eishockey. Die Jungadler Mannheim sicherten sich im Playoff-Finale ihren 15. Meistertitel in der DNL.

## Teilnehmer und Modus
Alle Teilnehmer der Vorsaison nahmen erneut teil:
- Eisbären Juniors Berlin
- Jungadler Mannheim
- Kölner EC
- EC Bad Tölz
- Düsseldorfer EG
- Krefelder EV
- ESV Kaufbeuren
- EV Landshut
- EV Regensburg
- Starbulls Rosenheim
- Augsburger EV
- ERC Ingolstadt
- ESC Dresden
- Iserlohn Young Roosters
- Schwenninger ERC

### Modus
Für einen Sieg nach der regulären Spielzeit wurden einer Mannschaft drei Punkte gutgeschrieben, war die Partie nach 60 Minuten unentschieden, erhielten beide Teams einen Punkt, dem Sieger der fünfminütigen Verlängerung (nur mit vier gegen vier Feldspielern) beziehungsweise nach einem nötigen Penaltyschießen wurde ein weiterer Punkt gutgeschrieben. Verlor eine Mannschaft in der regulären Spielzeit, erhielt sie keine Punkte.
In der Vorrunde wurde in zwei Gruppen (A und B) jeweils eine Einfachrunde (12 respektive 14 Spiele pro Mannschaft) ausgetragen. Die ersten vier Mannschaften jeder Gruppe qualifizierten sich für Gruppe Rot, alle weiteren für Gruppe Blau. Anschließend wurde in der Hauptrunde innerhalb der Gruppen Rot und Blau eine Doppelrunde jeder gegen jeden gespielt (28 bzw. 24 Spiele pro Mannschaft). Die nach dem Abschluss der Hauptrunde auf den Plätzen 1 bis 4 liegenden Mannschaften der Gruppe Rot waren für die Playoffs.
Aufgrund der Neuordnung der Nachwuchsligen zur Saison 2018/19 mit einem dreistufigen Divisionssystem spielten die Platzierten 5 bis 8 der Gruppe Rot sowie die Platzierten 1 bis 4 der Gruppe Blau vier Teilnehmer für die DNL Division I aus. Die Mannschaften auf den Plätzen 5 und 6 qualifizierten sich direkt für die Division II, während die Mannschaften auf den Plätzen 7 und 8 in einer weiteren Qualifikationsrunde für die Division II spielen mussten.

## Vorrunde
Abkürzungen: Sp. = Spiele, S = Siege, OTS = Siege nach Verlängerung, OTN = Niederlagen nach Verlängerung, N = Niederlagen; Qualifikation für Gruppe Rot oder Gruppe Blau

### Gruppe A
| Pl. | Mannschaft              | Sp | S  | OTS | OTN | N  | Tore  | Punkte |
| --- | ----------------------- | -- | -- | --- | --- | -- | ----- | ------ |
| 1.  | Jungadler Mannheim      | 12 | 11 | 0   | 1   | 0  | 70:16 | 34     |
| 2.  | Eisbären Juniors Berlin | 12 | 8  | 2   | 0   | 2  | 41:31 | 28     |
| 3.  | Düsseldorfer EG         | 12 | 5  | 0   | 4   | 3  | 39:37 | 19     |
| 4.  | Augsburger EV           | 12 | 5  | 2   | 0   | 5  | 45:39 | 19     |
| 5.  | ESV Kaufbeuren          | 12 | 3  | 2   | 0   | 7  | 43:62 | 13     |
| 6.  | ERC Ingolstadt          | 12 | 3  | 1   | 1   | 7  | 29:45 | 12     |
| 7.  | Iserlohner EC           | 12 | 0  | 0   | 1   | 11 | 24:61 | 1      |

### Gruppe B
| Pl. | Mannschaft          | Sp | S  | OTS | OTN | N  | Tore  | Punkte |
| --- | ------------------- | -- | -- | --- | --- | -- | ----- | ------ |
| 1.  | Kölner EC           | 14 | 10 | 2   | 0   | 2  | 81:31 | 34     |
| 2.  | EC Bad Tölz         | 14 | 9  | 0   | 3   | 2  | 61:46 | 30     |
| 3.  | Krefelder EV 1981   | 14 | 8  | 1   | 0   | 5  | 53:43 | 26     |
| 4.  | EV Landshut         | 14 | 7  | 1   | 1   | 5  | 57:35 | 24     |
| 5.  | EV Regensburg       | 14 | 5  | 3   | 1   | 5  | 43:38 | 22     |
| 6.  | Starbulls Rosenheim | 14 | 5  | 0   | 2   | 7  | 41:61 | 17     |
| 7.  | Schwenninger ERC    | 14 | 2  | 1   | 0   | 11 | 34:82 | 8      |
| 8.  | ESC Dresden         | 14 | 2  | 0   | 1   | 11 | 38:72 | 7      |

## Hauptrunde

### Gruppe Rot
Abkürzungen: Sp. = Spiele, S = Siege, OTS = Siege nach Verlängerung, OTN = Niederlagen nach Verlängerung, N = Niederlagen;; Playoff-Teilnehmer Div. I Qualifikation
| Pl. | Mannschaft              | Sp | S  | OTS | OTN | N  | Tore    | Punkte |
| --- | ----------------------- | -- | -- | --- | --- | -- | ------- | ------ |
| 1.  | Jungadler Mannheim      | 28 | 24 | 1   | 1   | 2  | 156:47  | 75     |
| 2.  | Kölner EC               | 28 | 19 | 2   | 3   | 4  | 122:81  | 64     |
| 3.  | Eisbären Juniors Berlin | 28 | 12 | 2   | 2   | 12 | 85:88   | 42     |
| 4.  | Düsseldorfer EG         | 28 | 11 | 3   | 2   | 12 | 91:87   | 41     |
| 5.  | EC Bad Tölz             | 28 | 11 | 3   | 0   | 14 | 110:118 | 39     |
| 6.  | Augsburger EV           | 28 | 9  | 3   | 0   | 16 | 102:132 | 33     |
| 7.  | Krefelder EV 1981       | 28 | 7  | 0   | 5   | 16 | 68:115  | 26     |
| 8.  | EV Landshut             | 28 | 4  | 1   | 2   | 21 | 59:125  | 16     |

### Gruppe Blau
Abkürzungen: Sp. = Spiele, S = Siege, OTS = Siege nach Verlängerung, OTN = Niederlagen nach Verlängerung, N = Niederlagen; Div. I Qualifikation, Div. II Teilnehmer,  Div. II Qualifikation
| Pl. | Mannschaft          | Sp | S  | OTS | OTN | N  | Tore   | Punkte |
| --- | ------------------- | -- | -- | --- | --- | -- | ------ | ------ |
| 1.  | EV Regensburg       | 28 | 17 | 3   | 2   | 6  | 129:74 | 59     |
| 2.  | Starbulls Rosenheim | 28 | 17 | 2   | 1   | 8  | 122:86 | 56     |
| 3.  | ESC Dresden         | 28 | 14 | 2   | 1   | 11 | 96:96  | 47     |
| 4.  | Iserlohner EC       | 28 | 12 | 2   | 2   | 12 | 79:87  | 42     |
| 5.  | ERC Ingolstadt      | 28 | 12 | 1   | 2   | 13 | 98:101 | 40     |
| 6.  | Schwenninger ERC    | 28 | 9  | 3   | 3   | 13 | 92:93  | 36     |
| 7.  | ESV Kaufbeuren      | 28 | 7  | 4   | 2   | 15 | 86:123 | 31     |
| 8.  | EV Füssen           | 28 | 7  | 0   | 4   | 17 | 86:128 | 25     |

## Playoffs

### Halbfinale
Die Spiele fanden zwischen 7. März und 11. März 2018 im Modus Best-of-Three statt.
|                                      | Serie | 1                   | 2                   | 3                   |
| ------------------------------------ | ----- | ------------------- | ------------------- | ------------------- |
| Düsseldorfer EG – Jungadler Mannheim | 0:2   | 1:5 (1:1, 0:3, 0:1) | 3:7 (1:3, 1:3, 1:1) |                     |
| Eisbären Juniors Berlin – Kölner EC  | 2:0   | 0:3 (0:1, 0:1, 0:1) | 7:3 (3:0, 2:3, 3:0) | 6:2 (2:1, 3:0, 1:1) |

### Finale
Die Spiele fanden zwischen 14. März und 18. März 2018 im Modus Best-of-Three statt.
|                                              | Serie | 1                   | 2                   | 3                              |
| -------------------------------------------- | ----- | ------------------- | ------------------- | ------------------------------ |
| Eisbären Juniors Berlin – Jungadler Mannheim | 0:2   | 5:2 (3:1, 0:1, 2:0) | 3:7 (0:2, 0:3, 3:2) | 3:4 n. V. (3:1, 0:2, 0:0, 0:1) |

Damit verteidigten die Jungadler Mannheim ihren Meistertitel des Vorjahres und gewann ihren 15. DNL-Meistertitel der Vereinsgeschichte.

## Qualifikation zur Division I
Teilnehmer der Division I oder Division II

### Gruppe A
| Pl. | Mannschaft          | Sp | S | OTS | OTN | N | Tore  | Punkte |
| --- | ------------------- | -- | - | --- | --- | - | ----- | ------ |
| 1.  | EC Bad Tölz         | 6  | 4 | 1   | 0   | 1 | 23:19 | 14     |
| 2.  | EV Landshut         | 6  | 3 | 0   | 0   | 3 | 25:15 | 9      |
| 3.  | ESC Dresden         | 6  | 2 | 0   | 1   | 3 | 24:28 | 7      |
| 4.  | Starbulls Rosenheim | 6  | 2 | 0   | 0   | 4 | 20:30 | 6      |

### Gruppe B
| Pl. | Mannschaft        | Sp | S | OTS | OTN | N | Tore  | Punkte |
| --- | ----------------- | -- | - | --- | --- | - | ----- | ------ |
| 1.  | Augsburger EV     | 6  | 6 | 0   | 0   | 0 | 46:15 | 18     |
| 2.  | EV Regensburg     | 6  | 3 | 0   | 0   | 3 | 23:24 | 9      |
| 3.  | Krefelder EV 1981 | 6  | 2 | 0   | 1   | 3 | 17:28 | 7      |
| 4.  | Iserlohner EC     | 6  | 0 | 1   | 0   | 5 | 14:33 | 2      |

## Qualifikation zur Division II
Alle vier Mannschaften wurden letztlich in die Divivion II aufgenommen, nachdem zunächst nur 8 Teilnehmer (insgesamt) vorgesehen waren.
| Pl. | Mannschaft     | Sp | S | OTS | OTN | N | Tore  | Punkte |
| --- | -------------- | -- | - | --- | --- | - | ----- | ------ |
| 1.  | SC Riessersee  | 6  | 3 | 1   | 1   | 1 | 29:21 | 12     |
| 2.  | EV Füssen      | 6  | 3 | 0   | 0   | 3 | 27:27 | 9      |
| 3.  | ESV Kaufbeuren | 6  | 2 | 1   | 0   | 3 | 29:29 | 8      |
| 4.  | ES Weißwasser  | 6  | 2 | 0   | 1   | 3 | 26:34 | 7      |

## DNL2

### Vorrunde Nord
| Pl. | Mannschaft              | Sp | S  | OTS | OTN | N  | Tore   | Punkte |
| --- | ----------------------- | -- | -- | --- | --- | -- | ------ | ------ |
| 1.  | ES Weißwasser           | 14 | 13 | 0   | 1   | 0  | 115:34 | 40     |
| 2.  | ESV 03 Chemnitz         | 14 | 8  | 1   | 1   | 4  | 59:42  | 27     |
| 3.  | Eishockey Jugend Kassel | 14 | 7  | 2   | 0   | 5  | 49:54  | 25     |
| 4.  | EC Bad Nauheim          | 14 | 7  | 1   | 0   | 6  | 58:53  | 23     |
| 5.  | ESC Moskitos Essen      | 14 | 6  | 0   | 2   | 6  | 63:54  | 20     |
| 6.  | Löwen Frankfurt         | 14 | 2  | 4   | 1   | 7  | 45:73  | 15     |
| 7.  | EHC Wolfsburg           | 14 | 3  | 0   | 1   | 10 | 39:76  | 10     |
| 8.  | ECC Preussen Berlin     | 14 | 2  | 0   | 2   | 10 | 33:75  | 8      |

### Vorrunde Süd
| Pl. | Mannschaft              | Sp | S  | OTS | OTN | N  | Tore  | Punkte |
| --- | ----------------------- | -- | -- | --- | --- | -- | ----- | ------ |
| 1.  | EV Füssen               | 14 | 12 | 1   | 0   | 1  | 79:34 | 38     |
| 2.  | SC Riessersee           | 14 | 11 | 0   | 1   | 2  | 83:31 | 34     |
| 3.  | SC Bietigheim-Bissingen | 13 | 7  | 0   | 0   | 6  | 73:48 | 21     |
| 4.  | Deggendorfer SC         | 14 | 5  | 1   | 1   | 7  | 52:56 | 18     |
| 5.  | Mannheimer ERC          | 13 | 5  | 1   | 1   | 6  | 52:61 | 18     |
| 6.  | EC Peiting              | 14 | 5  | 0   | 1   | 8  | 45:69 | 16     |
| 7.  | EV Ravensburg           | 13 | 3  | 1   | 0   | 9  | 45:71 | 11     |
| 8.  | Heilbronner EC          | 13 | 2  | 0   | 0   | 11 | 34:93 | 6      |

### Qualifikation zur Gruppe Blau
- Hin- und Rückspiel am 21. und 22. Oktober 2017
  - ES Weißwasser – EV Füssen 3:5 (2:0, 1:1, 0:4)
  - ES Weißwasser – EV Füssen 3:7 (0:1, 2:2, 1:4)

### Hauptrunde Nord
Div. II Qualifikation, Teilnehmer der Div. III
| Pl. | Mannschaft          | Sp | S  | OTS | OTN | N  | Tore    | Punkte |
| --- | ------------------- | -- | -- | --- | --- | -- | ------- | ------ |
| 1.  | ES Weißwasser       | 42 | 31 | 5   | 1   | 5  | 274:120 | 104    |
| 2.  | EC Bad Nauheim      | 42 | 25 | 2   | 4   | 11 | 207:140 | 83     |
| 3.  | ESV 03 Chemnitz     | 42 | 25 | 2   | 4   | 11 | 172:132 | 83     |
| 4.  | ESC Moskitos Essen  | 42 | 22 | 1   | 3   | 16 | 194:149 | 71     |
| 5.  | EJ Kassel           | 42 | 20 | 4   | 2   | 16 | 180:171 | 70     |
| 6.  | EHC Wolfsburg       | 42 | 10 | 1   | 3   | 28 | 129:229 | 35     |
| 7.  | Löwen Frankfurt     | 42 | 6  | 5   | 2   | 29 | 132:212 | 30     |
| 8.  | ECC Preussen Berlin | 42 | 7  | 2   | 3   | 30 | 95:230  | 28     |

### Hauptrunde Süd
Div. II Qualifikation, Teilnehmer der Div. III
| Pl. | Mannschaft              | Sp | S  | OTS | OTN | N  | Tore    | Punkte |
| --- | ----------------------- | -- | -- | --- | --- | -- | ------- | ------ |
| 1.  | SC Riessersee           | 38 | 29 | 1   | 3   | 5  | 250:89  | 92     |
| 2.  | SC Bietigheim-Bissingen | 38 | 25 | 2   | 0   | 11 | 219:127 | 79     |
| 3.  | Deggendorfer SC         | 38 | 19 | 4   | 2   | 13 | 161:128 | 67     |
| 4.  | EV Ravensburg           | 38 | 16 | 1   | 2   | 19 | 152:182 | 52     |
| 5.  | Mannheimer ERC          | 38 | 13 | 4   | 3   | 18 | 157:173 | 50     |
| 6.  | EC Peiting              | 38 | 8  | 1   | 3   | 26 | 115:204 | 29     |
| 7.  | Heilbronner EC          | 38 | 3  | 1   | 2   | 32 | 103:299 | 13     |